# Ін'єкційна брекчія
Ін’єкційна брекчія (рос. инъекционная брекчия, англ. injection breccia, нім. Injektionsbrekzie f) — уламкова гірська порода, що утворилася внаслідок проникнення уламків переважно чужорідних порід в тріщини вмісної породи.